# Елија Флацила
Елија Флавија Флацила или Света Плакила (лат. Aelia Flavia Flaccilla) је хришћанска светитељка и византијска царица из 4. века. Била је прва супруга византијског цара Теодосија I.
Рођена је у Хиспанији. Са Теодосијем је имала два сина - касније цареве Аркадија и Хонорија и кћер Пулхерију. Имала је почасну титулу  Аугуста. Сачуване су кованице са њеним ликом.
Била је позната као ревна хришћанка и противница аријанства. По писаним изворима, била је усрадна у помоћи болеснима и сиромашнима.
Умрла је 385. године.
Православна црква помиње царицу Флацилу 14. септембра по јулијанском календару.